# Dowództwo Sił Powietrznych Wielkiej Brytanii UKAIR
Dowództwo Sił Powietrznych Wielkiej Brytanii  (ang. United Kingdom NATO Air Forces UKAIR) – nieistniejące już jedno z dowództw operacyjnych NATO.

## Formowanie i zmiany organizacyjne
W kwietniu 1975 Naczelnemu Dowództwu NATO w Europie ACE podporządkowano czwarte dowództwo szczebla MSC – Dowództwo Sił Powietrznych Wielkiej Brytanii. Było to jedyne dowództwo, które tworzyły siły jednego rodzaju z jednego kraju, i któremu nie podlegały żadne dowództwa mniejszej rangi (PSCs). 
Dowództwo to odpowiedzialne było za obronę powietrzną Wysp Brytyjskich i rejonu Atlantyku Wschodniego. Organizować mogło też prowadzenie operacji ofensywnych, taktyczne rozpoznanie powietrzne, przerzut sił wzmocnienia na Europejski Teatr Wojny, wsparcie lotnicze wojsk  lądowych, obronę powietrzną sił i obszarów państw NATO w ramach systemu obrony powietrznej NADGE.